# اوریک
اوریک (به لاتین: Urik) یک رود در روسیه است که در بوریاتیا واقع شده‌است.